# 막스 페히슈타인
헤르만 막스 페히슈타인(Hermann Max Pechstein, 1881년 12월 31일 - 1955년 6월 29일)은 독일의 표현주의 화가이다.

## 삶
츠비카우에서 태어났다. 일찍이 빈센트 반 고흐를 접한 것이 표현주의로 발전하도록 하였다. 드레스덴에서 공부한 후 1906년 브뤼케파에 가입했다. 페히슈타인이 유일하게 정규 예술 교육을 받은 회원이었다.
1933년부터 나치에 의해 퇴폐미술로 분류되어 그의 작품 326점이 독일 박물관에서 제거되었다. 그나마 16점의 작품은 1937년에 열린 퇴폐미술 전시회에 전시되었다. 이 시기에 페히슈타인은 포메라니아에서 숨어 지냈다.
나치에 의해서 퇴출 당하기 전까지 10년동안 베를린 아카데미에서 교수직을 맡았으며, 1945년에 복귀했다.